# Itamar Franco
Itamar Augusto Cautiero Franco (28. juni 1930 – 2. juli 2011) var en brasiliansk politiker, som var Brasiliens præsident fra 29. december 1992 til 1. januar 1995. Før dette var han Brasiliens vicepræsident fra 1990 under præsident Fernando Collor de Mello, der trådte tilbage i 1992. Igennem sin lange politiske karriere var Franco også senator, borgmester, ambassadør og guvernør. Da han døde, var han senator for Minas Gerais.